# Far East Movement
Far East Movement je americké elektro-popové kvarteto založené v Los Angeles, v Kalifornii. Formace vznikla roku 2003 a jejími členy jsou: Kev Nish (Kevin Nishimura), Prohgress (James Roh), J-Splif (Jae Choung) a DJ Virman (Virman Coquia). Všichni jsou asijského původu (Japonsko, Filipíny, Korea, Čína). Jejich prvním výrazným počinem byla píseň "Round Round" k Hollywoodskému filmu Rychle a zběsile: Tokijská jízda, která se objevila na soundtracku, ve videohře i na DVD k filmu.
Skupina spolupracovala také na rozličných televizních pořadech jako Kriminálka Miami, Kriminálka New York, Vincentův svět, Super drbna a Finishing the Game. Byli také pozváni jako účinkující na Power 106's Powerhouse 2009, což je jeden z největších hip-hopových koncertů na západním pobřeží, kde vystupovali s hvězdami jako Jay-Z, Kid Cudi, Sean Paul, New Boyz, Pitbull, Lil Jon, LMFAO, Ya Boy, Flo Rida a The Black Eyed Peas.
Jejich singl "Like a G6" obsadil první příčku US hitparády Billboard Hot 100 a stejně tak se v říjnu 2010 umístil na portálu iTunes. Far East Movement se také staly první asijsko-americkou skupinou, která se objevila v první desítce v amerických mainstreamových popových hitparádách.

## Diskografie

### Studiová alba
| Album      | Detaily                                                                              | Pozice v hitparádě | Pozice v hitparádě | Pozice v hitparádě | Pozice v hitparádě | Pozice v hitparádě |
| Album      | Detaily                                                                              | US                 | US Rap             | AUS                | CAN                | UK                 |
| ---------- | ------------------------------------------------------------------------------------ | ------------------ | ------------------ | ------------------ | ------------------ | ------------------ |
| Folk Music | - Vydáno: 4. srpen 2006 - Značka: Catch Music Group - Formát: CD, digitální          | —                  | —                  | —                  | —                  | —                  |
| Animal     | - Vydáno: 27. ledna 2009 - Značka: Hunnypot - Formát: CD, digitální                  | —                  | —                  | —                  | —                  | —                  |
| Free Wired | - Vydáno: 9. října 2010 - Značka: Cherrytree, Interscope - Formát: LP, CD, digitální | 24                 | 4                  | 65                 | 16                 | 63                 |
| Dirty Bass | - Vydáno: 21. května 2012 - Značka: Cherrytree, Interscope - Formát: CD, digitální   | 190                | —                  | 37                 | 25                 | —                  |